# منشأة الحواصلية
قرية منشأة الحواصلية هي إحدى القرى التابعة لمركز المنيا بمحافظة المنيا في جمهورية مصر العربية. حسب إحصاءات سنة 2006، بلغ إجمالي السكان في منشأة الحواصلية 2843 نسمة، منهم 1470 رجلا و1373 امرأة.